# Ruth Elkrief
Ruth Elkrief (* 1. Dezember 1960) ist eine französische Fernsehjournalistin. Seit November 2005 arbeitet sie für den privaten Informationsfernsehsender BFM TV in Paris.

## Biographie
Ruth Elkrief ist die Tochter von Joseph Elkrief und von Marie-Louise Rouach. Sie ist verwandt mit Schalom Messas (1909–2003), der Oberrabbiner in Marokko und später in Jerusalem war. Im Jahr 1974 ließ sich die Familie ihrer Eltern in Saint-Cloud in Frankreich nieder. Ruth Elkrief ist mit dem Unternehmer Claude Czechowski verheiratet und hat zwei Töchter.
Sie ist Absolventin des Institut d’études politiques de Paris und der privaten französischen Journalistenschule Centre de Formation des Journalistes. Zuerst arbeitete sie für die Zeitung Le Matin de Paris. 1987 wurde sie von Michèle Cotta zum Fernsehsender TF1 gerufen, für den sie 1990 als Auslandskorrespondentin in Washington, D.C. (District of Columbia) tätig war. 1991 übernahm sie die Leitung der politischen Abteilung des Senders und moderierte sie die Nachrichtensendung um 23 Uhr am Wochenende.
1994 war sie an der Einführung des ersten spezialisierten Informationskanals La Chaîne Info (LCI), einer Tochter von TF1, beteiligt, wo sie zusammen mit dem Journalisten David Pujadas das Hauptjournal leitete. Im September 1999 führte sie bei TF1 das Format 19h dimanche, eine wöchentliche Informationssendung mit Reportagen und Interviews, ein, mit der Public, eine vorher von Michel Field moderierte Sendung, abgelöst wurde. Im September 2000 folgte auf 19h dimanche das Format Sept à huit von Laurence Ferrari et Thomas Hugues.
2001 ging Ruth Elkrief zum französischen Radiosender RTL, um dort die Vormittagssendungen mit Politikerinterviews zu leiten. Von 2003 bis 2005 gestaltete sie die im Jahr 1980 eingeführte Sendung zur französischen Politik Le Grand Jury, die zeitgleich von RTL und von LCI ausgestrahlt wurde.
2005 gehörte Ruth Elkrief zu den Gründern des privaten Nachrichtensenders BFM TV, der im Besitz der Gruppe NextRadioTV ist. In der ersten Ausgabe des Journals dieses Senders interviewte sie am 28. November 2005 live Dominique Baudis, der damals Präsident des Conseil supérieur de l’audiovisuel CSA (Hoher Rat für audiovisuelle Medien) war. 2006 führte sie mit Hedwige Chevrillon von BFM Business die Wirtschaftsinformationssendung Le Duo BFM ein. 2007 machte sie in ihrer Sendung um 19 Uhr unter anderem Sonderausgaben über die Präsidentschaftswahl in Frankreich 2007 mit dem Titel Élysée 2007, wo sie Streitgespräche zwischen Politikern moderierte. 2007 erhielt das Hauptjournal den Namen 19 h Ruth Elkrief.
Seit 2008 präsentierte sie zusammen mit Hedwige Chevrillon und Olivier Mazerolle die Sendung La Tribune BFM am Sonntag von 18 bis 19 Uhr und mit Stéphanie de Muru und Gilane Barret die neue Mittagssendung Midi Ruth Elkrief  von 12 bis 14 Uhr. Seit 2010 ist Ruth Elkrief wieder um 19 Uhr mit einer politischen Diskussionssendung auf dem Sender.

## Filmografie
- Auftritt als Fernsehmoderatorin im Film Alles kein Problem! (Les trois frères) von Didier Bourdon und Bernard Campan, 1995
- Eigene Rolle in Aux yeux de tous von Arnaud Duprey und Cédric Jimenez, 2012

## Ehrungen
2008 wurde Ruth Elkrief im Grad eines Ritters in die Ehrenlegion aufgenommen.